# Stimmkreis Augsburg-Stadt-Ost
Der Stimmkreis Augsburg-Stadt-Ost ist einer von rund 90 Stimmkreisen bei Wahlen zum Bayerischen Landtag und zu den Bezirkstagen sowie bei Volksentscheiden. Er gehört zum Wahlkreis Schwaben.
Mindestens seit der Landtagswahl 2008 umfasst er die Stadtbezirke Lechviertel, östliches Ulrichsviertel, Innenstadt, St. Ulrich–Dom Bahnhofs- und Bismarckviertel, Georgs- und Kreuzviertel, Stadtjägerviertel, Bleich und Pfärrle, Jakobervorstadt-Nord, Jakobervorstadt-Süd, Am Schäfflerbach, Spickel, Siebenbrunn, Hochzoll-Nord, Lechhausen-Süd, Lechhausen-Ost, Lechhausen-West, Firnhaberau, Hammerschmiede, Wolfram- und Herrenbachviertel, Hochzoll-Süd, Universitätsviertel, Haunstetten-Nord, Haunstetten-West, Haunstetten-Ost und Haunstetten-Süd der kreisfreien Stadt Augsburg.

## Landtagswahl 2023
Zur Landtagswahl 2023 traten folgende Parteien und Direktkandidaten im Stimmkreis Augsburg-Stadt-Ost an und erzielten folgende Ergebnisse:
| Nr. | Direktkandidat        | Partei           | Erststimmen in % | Gesamtstimmen in % |
| --- | --------------------- | ---------------- | ---------------- | ------------------ |
| 1   | Andreas Jäckel        | CSU              | 31,5             | 31,1               |
| 2   | Stephanie Schuhknecht | GRÜNE            | 20,8             | 20,9               |
| 3   | Ferdinand Traub       | Freie Wähler     | 8,1              | 8,3                |
| 4   | Andreas Jurca         | AfD              | 15,4             | 15,3               |
| 5   | Anna Rasehorn         | SPD              | 11,2             | 10,9               |
| 6   | Karlheinz Faller      | FDP              | 3,5              | 3,5                |
| 7   | Fritz Effenberger     | LINKE            | 2,4              | 2,5                |
| 8   | Helmut Kellerer       | BP               | 0,6              | 0,6                |
| 9   | Peter Biet            | ÖDP              | 1,4              | 1,4                |
| 10  | Lisa Mc Queen         | Die PARTEI       | 3,1              | 3,2                |
| 11  | -                     | Tierschutzpartei | -                | 0,5                |
| 12  | Bernd Beigl           | V-Partei³        | 0,6              | 0,6                |
| 13  | Elmar Straube         | dieBasis         | 1,5              | 1,4                |

## Landtagswahl 2018
Bei der Landtagswahl 2018 waren im Stimmkreis 110.590 Einwohner wahlberechtigt. Die Wahl hatte folgendes Ergebnis:
| Direktkandidat        | Partei       | Erststimmen in % | Gesamtstimmen in % | Gesamtstimmen ggü. Bayern in % | Gesamtstimmen ggü. 2013 in % |
| --------------------- | ------------ | ---------------- | ------------------ | ------------------------------ | ---------------------------- |
| Andreas Jäckel        | CSU          | 30,8 %           | 31,1 %             | −6,1 %                         | −10,6 %                      |
| Margarete Heinrich    | SPD          | 10,5 %           | 10,6 %             | +0,9 %                         | −14,9 %                      |
| Johann Wengenmeir     | FREIE WÄHLER | 7,6 %            | 7,5 %              | −4,1 %                         | +1,8 %                       |
| Stephanie Schuhknecht | GRÜNE        | 24,3 %           | 24,1 %             | +6,5 %                         | +12,8 %                      |
| Sascha Vugrin         | FDP          | 5,7 %            | 5,6 %              | −0,5 %                         | +2,2 %                       |
| Manuela Zwiselsberger | DIE LINKE    | 5,4 %            | 5,3 %              | +2,1 %                         | +1,4 %                       |
| Helmut Kellerer       | BP           | 1,0 %            | 1,0 %              | −0,7 %                         | −0,8 %                       |
| Christian Pettinger   | ÖDP          | 1,1 %            | 1,1 %              | −0,5 %                         | −0,6 %                       |
| kein Direktkandidat   | PIRATEN      | X                | 0,3 %              | −0,1 %                         | − 2,7 %                      |
| Markus Bayerbach      | AfD          | 11,4 %           | 11,2 %             | +1,2 %                         | +11,2 %                      |
| kein Direktkandidat   | LKR          | X                | 0,0 %              | ±0,0 %                         | ± 0,0 %                      |
| Benjamin Clamroth     | mut          | 0,4 %            | 0,4 %              | +0,1 %                         | +0,4 %                       |
| Kai Viertel           | Die PARTEI   | 1,3 %            | 1,3 %              | +0,9 %                         | +1,3 %                       |
| Heike Rudolf          | V-Partei³    | 0,6 %            | 0,7 %              | +0,4 %                         | +0,6 %                       |

## Landtagswahl 2013
Die Landtagswahl 2013 hatte das unten stehende Ergebnis. Die Wahlbeteiligung der 110.388 Wahlberechtigten im Stimmkreis betrug 55,9 Prozent, bei einem Landesdurchschnitt von 63,9 Prozent war dies Rang 89 unter den 90 Stimmkreisen. Das Direktmandat ging an Bernd Kränzle (CSU).
| Direktkandidat          | Partei       | Erststimmen | Gesamtstimmen | Gesamtstimmen ggü. Bayern (%p) | Gesamtstimmen ggü. 2008 (%p) |
| ----------------------- | ------------ | ----------- | ------------- | ------------------------------ | ---------------------------- |
| Bernd Kränzle           | CSU          | 40,6 %      | 41,7 %        | −6,0 %                         | +0,6 %                       |
| Linus Förster           | SPD          | 26,3 %      | 25,5 %        | +4,9 %                         | +0,2 %                       |
| Regina Stuber-Schneider | FREIE WÄHLER | 5,4 %       | 5,7 %         | −3,3 %                         | +1,4 %                       |
| Christine Kamm          | GRÜNE        | 11,6 %      | 11,2 %        | +2,6 %                         | +0,7 %                       |
| Michael Oczipinsky      | FDP          | 3,6 %       | 3,5 %         | +0,2 %                         | −4,2 %                       |
| Otto Hutter             | DIE LINKE    | 4,1 %       | 3,9 %         | +1,8 %                         | −1,7 %                       |
| Julia Winkler           | ÖDP          | 1,8 %       | 1,7 %         | −0,3 %                         | +0,5 %                       |
| Friedlinde Besserer     | REP          | 0,9 %       | 0,9 %         | −0,1 %                         | −0,6 %                       |
| Karl-Heinz Kügle        | NPD          | 0,9 %       | 0,8 %         | X                              | −0,2 %                       |
| Richard Memminger       | BP           | 2,0 %       | 1,8 %         | −0,3 %                         | +1,1 %                       |
| Kein Direktkandidat     | FRAUENLISTE  | X           | 0,3 %         | X                              | X                            |
| David Krcek             | PIRATEN      | 2,9 %       | 3,0 %         | +1,0 %                         | X                            |

## Landtagswahl 2008
Bei der Landtagswahl 2008 waren im Stimmkreis 110.210 Einwohner stimmberechtigt. Die Wahlbeteiligung lag bei 50,5 %. Die Wahl hatte folgendes Ergebnis:
| Direktkandidat      | Partei                | Erststimmen in % | Gesamtstimmen in % | Veränderung der Gesamtstimmen im Vergleich zur Landtagswahl 2003 in % |
| ------------------- | --------------------- | ---------------- | ------------------ | --------------------------------------------------------------------- |
| Bernd Kränzle       | CSU                   | 40,6             | 41,1               | - 16,2                                                                |
| Linus Förster       | SPD                   | 24,7             | 25,3               | + 2,6                                                                 |
| Christine Kamm      | Bündnis 90/Die Grünen | 10,6             | 10,5               | 0,0                                                                   |
| Klaus Hopp          | Freie Wähler          | 4,4              | 4,3                | + 2,1                                                                 |
| Benjamin Stelzer    | FDP                   | 8,1              | 7,7                | + 5,1                                                                 |
| Anton Steinböck     | REP                   | 1,6              | 1,5                | - 0,9                                                                 |
| Christian Pettinger | ödp                   | 1,2              | 1,2                | - 0,3                                                                 |
| Peter Fendt         | BP                    | 0,7              | 0,7                | 0,0                                                                   |
| -                   | BüSo                  | -                | -                  | - 0,1                                                                 |
| Benjamin Clamroth   | Die Linke             | 5,8              | 5,6                | + 5,6                                                                 |
| Stefan Friedmann    | NPD                   | 0,9              | 1,0                | + 1,0                                                                 |
| Umberto Wöhrle      | RRP                   | 1,4              | 1,4                | + 1,4                                                                 |